# Dicerca moesta
Dicerca moesta es una especie de escarabajo del género Dicerca, familia Buprestidae. Fue descrita científicamente por Fabricius en 1793.

## Distribución geográfica
Habita en la región paleártica.